# Grethe Risbjerg Thomsen
Margrethe "Grethe" Risbjerg Thomsen (25. februar 1925 i Ting Jellinge ved Sorø – 21. april 2009 i Virum) var dansk lyriker, søster til Erik Risbjerg Thomsen.
Opvokset i Kirke Såby ved Roskilde og blev i 1943 student fra Roskilde Katedralskole. Tog filosofikum 1943 fra Københavns Universitet og havde planer om at blive arkæolog. Hun kom med i kredsen omkring Viggo F. Møllers Vild Hvede, hvor hun debuterede i 1943 med Tove Ditlevsen og Halfdan Rasmussen som venner. I 1948 giftede hun sig med civilingeniør Jørgen Foss Brink. 1. ægteskab med Johannes Bülow Joensen 1945-1948.
Hun er begravet på Sorgenfri Kirkegård i Lyngby.

## Kendte digte

### Måske en martsnat (1948)
Jeg dør en lille smule
for hver sekund, der går.
Jeg bærer døden med mig
igennem livets år.
En nat, måske en martsnat,
så mild af regn og tø,
skal jeg gå bort i mørket
og holde op at dø.

### Det største (1948)
Min verden var en verden i forventning,
for over alle ting lå drømmens skær.
Jeg anede, at alt var foreløbigt,
og ingenting kom rigtig hjertet nær.
Det væsentlige, livets sande mening,
lå ventende, som bag en låset dør,
og døden selv var ingen trusel for mig,
fordi det største skulle hænde før.
Nu ved jeg, at det vigtigste er sket mig,
og jeg kan ikke mer gå blind omkring,
fortabt i venten, gemt i rige drømme.
Nu bor jeg fattigt blandt de nøgne ting.
Nu skal jeg lære sandheden at kende
og nære mig af livets hårde brød,
imens jeg hærdes til den bitre prøve.
Nu skal jeg til at vente på min død.

## Forfatterskab

### Digtsamlinger
- Digte (1945)
- De åbne døre (1946)
- Dagen og natten (1949)
- Træerne i byen (1950)
- I en by ved havet (1953)
- To hjerter – sammen med Poul Sørensen(1955)
- Det åbne vand (1955)
- Havet og stjernen (1959)
- Vort eneste liv (1964)
- I dette år (1968)
- Dobbelte landskaber (1973)

### Novellesamling
- Utålmodighed (1961)
- Er jeg min broders vogter

### Roman
- En verden uden navn (1966)